# 薩克森-魏瑪-艾森納赫的伯恩哈德王子 (1792年—1862年)
薩克森-魏瑪-艾森納赫的伯恩哈德（德語：Bernhard von Sachsen-Weimar-Eisenach，1792年5月30日—1862年7月31日），德國軍官，薩克森-魏瑪-艾森納赫大公卡爾·奧古斯特的次子。
伯恩哈德早年曾參與滑鐵盧戰役。1848年，他被任命為荷蘭王家東印度軍隊的指揮官。

## 家庭
1816年，伯恩哈德與薩克森-邁寧根的伊達結婚，兩人共有4子3女：
1. 路易絲（1817年—1832年），早逝
2. 威廉（1819年—1839年），早逝
3. 愛德華（英语：Prince Edward of Saxe-Weimar）（1823年—1902年）
4. 赫爾曼（1825年—1901年）
5. 古斯塔夫（1827年—1892年）
6. 安娜（1828年—1864年）
7. 艾瑪莉亞（1830年—1872年）